# 1627 w sztukach plastycznych
Wydarzenia w sztukach plastycznych i wizualnych w 1627 roku.

## Malarstwo

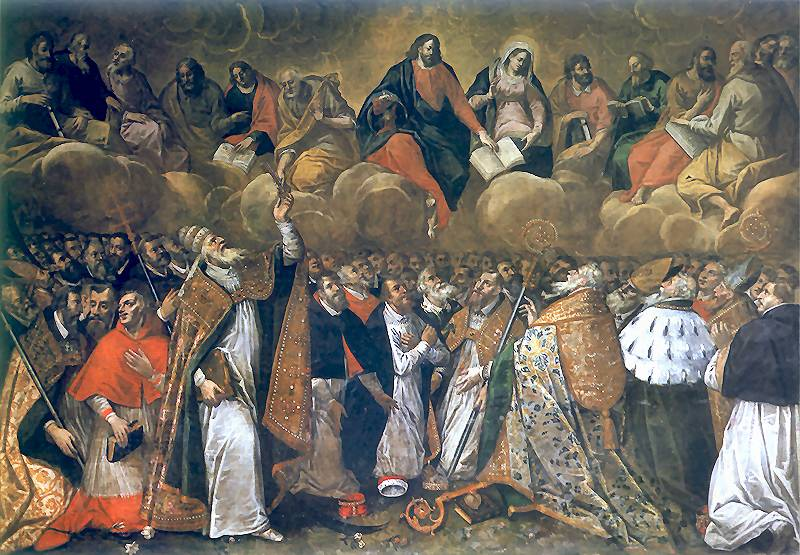
Tomasz Dolabella Ordo Apostolorum

- Tomasz Dolabella

Ordo Apostolorum olej na płótnie
Śmierć Tomasza Becketa olej na płótnie